# Marcel Peeper
Marcel Benjamin Peeper (Amsterdam, 9 september 1965) is een voormalig Nederlandse voetballer die in 1990 eenmalig voor het Nederlands elftal uitkwam. Peeper speelde als linkshalf of linksbuiten. Hij kwam in het betaald voetbal uit voor FC Haarlem, FC Twente, Sparta, SC Lokeren, FC Groningen en Wuppertaler SV.

## Loopbaan
Peeper kwam na te zijn begonnen bij RKSV TOB via de amateurs van voetbalclub AFC in 1981 in de jeugd van AFC Ajax terecht. Hij brak niet door en toen de leiding van de Amsterdamse club twijfelde over contractverlenging nadat Peeper een operatie aan beide enkelbanden had ondergaan, verkaste hij in de zomer van 1985 naar FC Haarlem. Op 25 augustus 1985 maakte hij zijn debuut in de Eredivisie in een uitwedstrijd van Haarlem tegen VVV. Zijn eerste twee seizoenen bij Haarlem onder trainer Hans van Doorneveld waren wisselvallig. Nadat Van Doorneveld vervangen was door Dick Advocaat, die hem ook geregeld aan de rechterkant posteerde, begon hij steeds meer op te vallen. Halverwege het seizoen 1988/89 stond hij bovenaan in de Voetballer van het Jaar-ranglijst van De Telegraaf.
In 1989 vertrok hij voor een transferbedrag van 250.000 gulden naar FC Twente, waar hij een driejarig contract tekende. Hij speelde zich via zijn nieuwe club in de kijker, maar 1990 werd een jaar van rampspoed voor Peeper. In januari overleed zijn 21-jarige vriendin door een auto-ongeluk in de Velsertunnel, nadat zij een oefenwedstrijd van FC Twente bij AZ '67 had bezocht. Ondanks dit verlies bleef Peeper spelen en werd hij opgeroepen voor een oefeninterland van het Nederlands voetbalelftal tegen de Sovjet-Unie, gespeeld op 28 maart in Kiev. Met een basisplaats maakte hij zijn debuut voor Oranje, maar na achttien minuten moest hij het veld verlaten na een grove overtreding van Sergej Gorloekovitsj, die door de Hongaarse scheidsrechter Sándor Puhl niet bestraft werd. Peeper had zowel zijn linkerscheenbeen als -kuitbeen gebroken. In augustus 1990 kwam zijn voetbalvriend Tom Krommendijk bij een auto-ongeluk om het leven.
Voor Peeper begon een lange periode van revalideren, maar het niveau van kort voor zijn blessure wist hij nooit meer te halen. Anderhalf jaar na zijn beenbreuk, in augustus 1991, maakte hij zijn rentree met een invalbeurt in een wedstrijd tegen Feyenoord. Hij kreeg nog een handjevol invalbeurten totdat hij in oktober 1991 opnieuw geblesseerd raakte aan zijn linkerbeen. Een nieuwe operatie volgde en bij de revalidatie werd hij bijgestaan door langeafstandsloper Roelof Veld. Pas in april 1992 kwam hij weer tot spelen. Hij verlengde vervolgens zijn aflopende contract bij FC Twente met een jaar. 
In seizoen 1992/93 kwam Peeper nauwelijks tot spelen bij FC Twente, en werd hij in februari 1993 voor de rest van het seizoen verhuurd aan Sparta. In de zomer van 1993 tekende hij een tweejarig contract bij SC Lokeren in België. Hij bleef er vier jaar, daarna volgden twee seizoenen FC Groningen en een seizoen Wuppertaler SV. In 2000 sloot hij zijn profcarrière af en voetbalde hij korte tijd bij de amateurs van Türkiyemspor. Daarnaast begon hij een sportzaak in Amsterdam, later ging hij appartementen verhuren en werd hij voetbalrapporteur voor dagblad De Telegraaf.
In 2016 nam Peeper namens Nederland voor het eerst deel aan het wereldkampioenschap Footgolf in Pilar, Argentinië. In december 2018 nam hij op het WK in Marrakesh, Marokko deel bij de senioren. Hij behaalde daar een tweede plaats.